# Laevidentalium arnoldi
Laevidentalium arnoldi är en blötdjursart som beskrevs av Lamprell och Healy 1998. Laevidentalium arnoldi ingår i släktet Laevidentalium och familjen Laevidentaliidae. Inga underarter finns listade i Catalogue of Life.